# Одигитриевская церковь (Смоленск)
Одиги́триевская це́рковь — утраченный православный храм в Смоленске. Был построен в 1760-х годах, остатки церкви уничтожены коммунистами в 1960-е.

## Местонахождение, внешний вид и история
Одигитриевская церковь располагалась на пересечении Большой и Малой Одигитриевских улиц (ныне — улица Докучаева и часть улицы Ленина соответственно). Первая деревянная церковь на этом месте была построена в 1456 году в память о возвращении в Смоленск Смоленской иконы Божией Матери Одигитрии из Москвы. Храм был освящён во имя этой иконы. По другим сведениям, деревянная церковь была установлена в 1655 году после освобождения Смоленска от поляков.
Церковь выполняла роль главного храма города до возведения нового Успенского собора в 1740 году. Для содержания Одигитриевской церкви царём Алексеем Михайловичем была выделена тысяча стрельцов и положено им жалование.
В 1764 году вместо деревянной была построена каменная Одигитриевская церковь, вместе с ней были построены придел Иоанна Воина и колокольня. Церковь была построена в стиле барокко и представляла собой одноглавый храм с примыкавшими трапезной и колокольней. От других смоленских церквей того времени отличалась высотой и массивностью.
16 апреля 1803 года в священники Одигитриевской церкви был рукоположён Никифор Мурзакевич, ставший первым смоленским историком. Дом Мурзакевича располагался прямо за церковью. В годы Великой Отечественной войны он сгорел, теперь на его месте пятиэтажный дом с мемориальной доской. Ряд исторических вех церкви известен лишь по его записям.
9 июля 1812 года у Одигитриевской церкви горожане встречали императора Александра I. 5 августа в окно церкви влетела французская бомба, которая, взорвавшись, повредила внутреннее убранство и нанесла лёгкие повреждения нескольким служителям, в том числе и Мурзакевичу. 6 августа французы, захватив убегавших из Смоленска порядка 50 горожан, заперли их в церковных помещениях. Вскоре смоляне были отпущены. 20 августа французы пытались снять колокола с Одигитриевской церкви, но Мурзакевич не пустил их, за что был схвачен и отведён в оккупационный муниципалитет. Однако власти не разрешили совершать действия против Мурзакевича. 30 октября церковь подверглась нападению поляков, которые пытались ограбить её и украсть сложенное имущество прихожан. При попытке ограбления был избит Мурзакевич.
6 декабря 1822 года был обновлён придел Иоанна Воина, который расписывал Лев Петрович Леонов.
К концу XIX века Одигитриевская церковь имела два престола: главный во имя иконы Божьей Матери Одигитрии и придельный во имя святого мученика Иоанна Воина. Постоянное количество живущих в церкви составляло 97 мужчин и 115 женщин, а квартирующих — более 800. Каждый год 26 июля из Успенского собора в церковь совершался крестный ход. При церкви имелась школа грамоты, в которой занималось 15 учащихся. В храме служил священником отец советского фантаста Александра Беляева.
20 августа 1929 года постановлением президиума Западного облисполкома Одигитриевская церковь была закрыта с формулировкой:
…дальнейшее использование этого храма по прямому назначению не вызывается необходимостью, так как находящиеся в пользовании городской общины верующих 15 храмов, кроме рассматриваемого, более чем достаточны для удовлетворения их культовых потребностей…

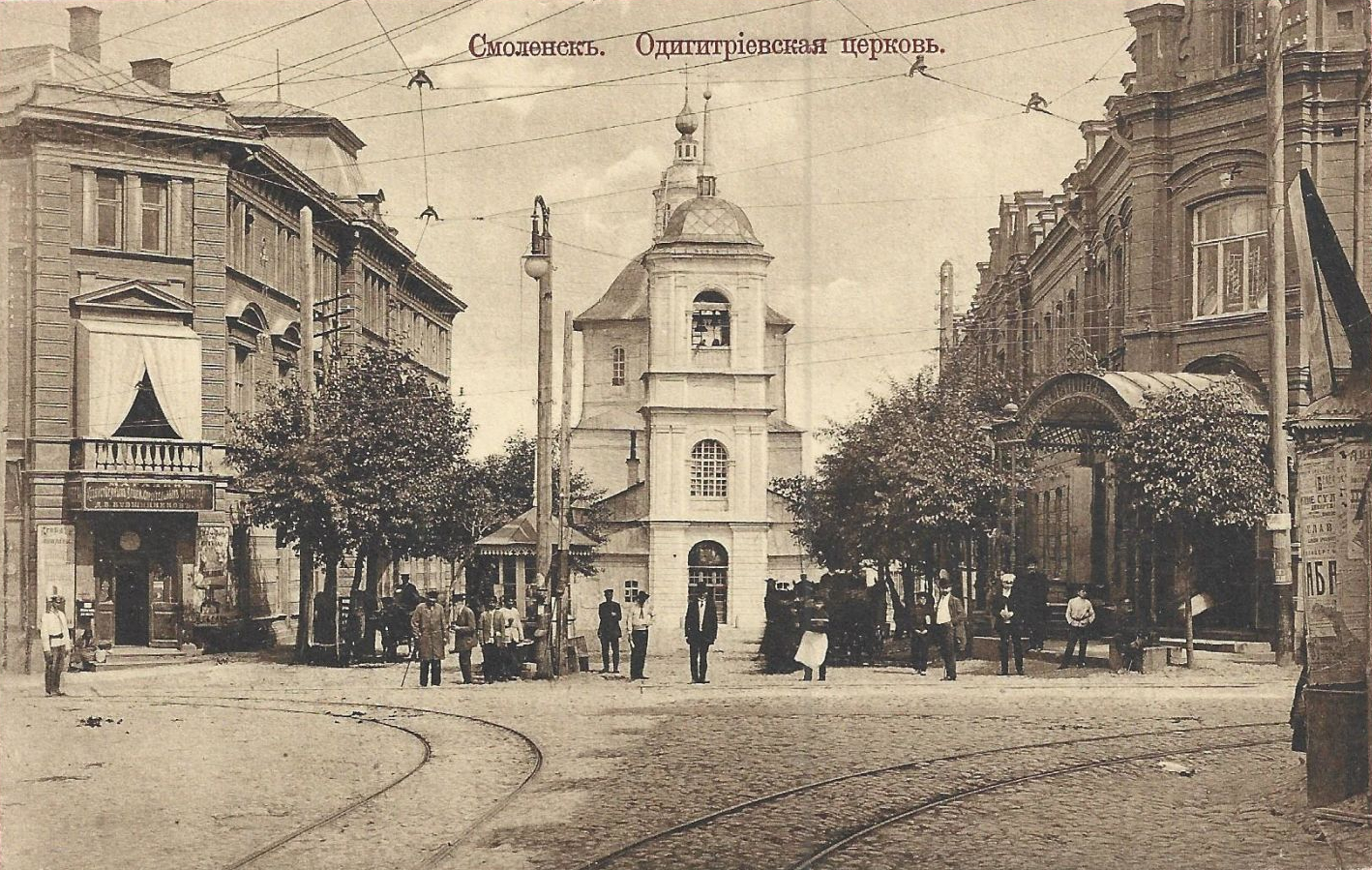
Одигитриевская церковь на открытке начала XX века

Здание церкви поначалу было передано Смоленскому государственному университету. 19 сентября постановление было отменено в части передачи университету, и здание было оставлено в распоряжении Смоленского горсовета. Позже были планы о размещении в ней клуба сельскохозяйственных работников, Дома пионеров, комсомольских организаций. 20 мая 1936 года президиум Западного облисполкома и бюро Смоленского обкома ВКП(б) приняли решение о сносе церкви, на что было выделено 40 тысяч рублей. Однако данное постановление выполнено не было, так как в здании к тому времени уже располагалась типография НКВД СССР.
Церковь сильно пострадала в годы Великой Отечественной войны. В начале 1960-х годов её остатки были окончательно снесены в ходе подготовки к празднованию 1100-летия Смоленска. Одигитриевская церковь стала последней из снесённых при советской власти церквей в Смоленске.